# اویکنی
اویکنی (به لاتین: Okene) یک منطقهٔ مسکونی در نیجریه است که در ایالت کوگی واقع شده‌است. اویکنی ۳۲۸ کیلومتر مربع مساحت و ۳۲۰٬۲۶۰ نفر جمعیت دارد.